# William D’Souza
William D’Souza (ur. 5 marca 1946 w Madanthar) – indyjski duchowny rzymskokatolicki, jezuita, w latach 2007–2020 arcybiskup Patna.

## Życiorys
Święcenia kapłańskie otrzymał 3 maja 1976 w zgromadzeniu jezuitów. Pracował w parafiach jezuickich prowincji Patna, był także m.in. sekretarzem tamtejszego arcybiskupa oraz prowincjałem.
12 grudnia 2005 został mianowany biskupem nowo powstałej diecezji Buxar. Sakry biskupiej udzielił mu 25 marca 2006 abp Pedro López Quintana.
1 października 2007 papież Benedykt XVI mianował go arcybiskupem Patny. 9 grudnia 2020 papież Franciszek przyjął jego rezygnację z pełnionej funkcji.